# Костюк Володимир Миколайович (футболіст)
Володимир Миколайович Костюк (нар. 28 травня 1972) — радянський та туркменський футболіст, півзахисник та нападник.

## Клубна кар'єра
Футболом розпочав займатися 1979 року в ДЮСШ міста Ашгабат, перший тренер — Віктор Володимирович Каширов. Потім грав у СДЮШОР (Ашхабат) (1981-1989). З 1989 року - у «Копетдазі». Виступав за юнацькі збірні Туркменіської РСР.
З 1992 року — в Росії, грав за «Динамо» (Москва), «Ерзу», «Анжи». У перерві між виступами за махачкалиців виступав також за «Нісу». У 1993 та 1994 роках у складі «Динамо» ставав бронзовим призером чемпіонату Росії.
У 1999 році повернувся до Туркменістану, де грав за ашгабатську «Нісу». Одразу ж після повернення до «Ніси» став чемпіоном Туркменісту.

## Кар'єра в збірній
У футболці національної збірної Туркменістану дебютував 1 червня 1992 року в товариському матчі проти Казахстану (0:1). Загалом за національну команду зіграв 6 матчів.

## Досягнення
- Вища ліга Туркменістану
  -  Чемпіон (1): 1998/99

- / Вища ліга Росії
  -  Бронзовий призер (2): 1993, 1994